# Ormosieae
Ormosieae es una tribu de plantas de la familia Fabaceae. Sus miembros se encuentran, sobre todo, en regiones tropicales del continente americano, además del sudeste asiático y norte de Australia. Los miembros de esta tribu se incluían anteriormente en Sophoreae,
 pero se han trasladado a otra circunscripción taxonómica.
 Consecuentemente, esta tribu forma un clado monofilético basado en los análisis de filogenética molecular.

La tribu no cuenta con definición de nodo base, aunque se han identificado provisionalmente sinapomorfias morfológicas: "vainas regularmente dehiscentes con valvas leñosas". Al igual que otras genistoideas, los miembros de Ormosieae son productores del alcaloide quinolizidina.